# Eden Le Guilly
Eden Le Guilly (Montfermeil, 25 november 2005) is een voetbalspeelster uit Frankrijk. Ze speelt als verdediger voor Paris Saint-Germain in de Division 1. In het seizoen 2025/26 wordt Le Guilly verhuurd aan het Spaanse Levante UD.

## Clubcarrière
Eden Le Guilly speelde reeds sinds 2022 in de jeugd van Paris Saint-Germain. In 2024 maakte Le Guilly haar debuut in de wedstrijdselectie van de Parijzenaars. Ook zat ze bij de wedstrijdselectie van een wedstrijd in de Champions League tegen BK Häcken. Op 24 april 2024 maakte Le Guilly haar debuut in de Division 1 Féminine door in de basis te starten in een thuiswedstrijd tegen Paris FC.
Le Guilly tekende op 17 september 2024 haar eerste profcontract tot medio 2027 bij Paris Saint-Germain. In het seizoen 2024/25 werd ze verhuurd aan competitiegenoot Le Havre AC.
Le Guilly ging in het seizoen 2025/26 een nieuwe huurovereenkomst aan bij het Spaanse Levante UD.

## Statistieken
| Seizoen | Club                | Land      | Competitie       | Wedstrijden | Doelpunten |
| ------- | ------------------- | --------- | ---------------- | ----------- | ---------- |
| 2023/24 | Paris Saint-Germain | Frankrijk | Division 1       | 2           | 0          |
| 2024/25 | Le Havre AC         | Frankrijk | Division 1       | 22          | 0          |
| 2025/26 | Levante UD          | Spanje    | Primera División | 0           | 0          |
| Totaal  | Totaal              | Totaal    | Totaal           | 24          | 0          |

Laatste update: 13 augustus 2025

## Interlandcarrière
Eden Le Guilly maakte in 2022 haar debuut voor Frankrijk onder 17 door in de basis te starten in een EK kwalificatieduel tegen Wales.

## Persoonlijk
Eden Le Guilly is de jongere zus van Jade Le Guilly, die ook voor Paris Saint-Germain speelt.